# 동원과학기술대학교
동원과학기술대학교(東園科學技術大學校, Dongwon Institute of Science and Technology)는 대한민국 경상남도 양산시에 위치한 사립 전문대학이다.

## 연혁
1990년 12월 19일, 양산전문대학이 설립되었다. 이듬해 3월 18일 개교하였으며, 1998년 5월 1일 양산대학으로 교명을 변경한다.
2012년 1월 12일, 양산대학교로 교명을 변경하고, 이듬해 8월 1일에 현재의 교명인 동원과학기술대학교로 교명을 변경한다.

## 교육편제
동원과학기술대학교는 공항, 웰니스, 항노화 헬스케어, 공공 등 4개 트랙을 자체적으로 설정하고, 20개 학과를 설치하여 전문학사 학위 과정을 교수하고 있다.

## 같이 보기
- 동원개발